# Junior Bridgeman
Ulysses Lee Bridgeman (ur. 17 września 1953 w East Chicago, zm. 11 marca 2025 w Louisville) – amerykański koszykarz, występujący na pozycjach rzucającego obrońcy oraz niskiego skrzydłowego.

## Osiągnięcia
NCAA
- Uczestnik rozgrywek NCAA:
  - Final Four (1975)[2]
  - Sweet Sixteen (1974, 1975)
- 2-krotny lider sezonu zasadniczego konferencji Missouri Valley (1974, 1975)[2]
- 2-krotny zawodnik roku konferencji MVC (1974, 1975)[3]
- Zaliczony do[4]:
  - II składu All-American (1975 przez USBWA)
  - III składu All-American (1975 przez UPI)
  - IV składu All-American (1975 przez NABC)
  - składu Atlantic Coast Conference Men's Basketball Legends (2015)[2]

NBA
- Klub Milwaukee Bucks zastrzegł należący do niego numer 2[5]

Inne
- Wybrany do Galerii Sław Sportu stanu Wisconsin (1999)